# Жак Готко
Жак Готко (Янкель чи Яків Готковський, фр. Jacques Gotko, Yankelli Gotkovski, 1899, Одеса — 2 січня 1944, Аушвіц, Польща) — живописець, графік, гравер, художник кіно, художник «єврейського Монпарнасу» Паризької школи. За єврейське походження був депортований і загинув в Аушвіці.

## Біографія

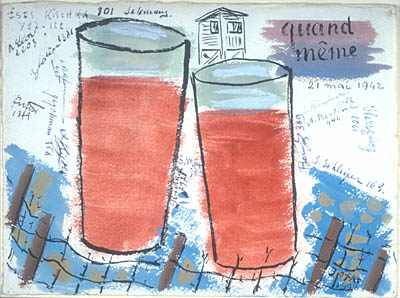
Попри все. 1942. Дім борців гетто (Ізраїль)
Робота присвячена річниці ув'язнення у таборі Руальє. Перелічених в'язнів інтернували в табір 21 травня 1941 року, після операції billet vert (зелений квиток), під час якої їм наказали з'явитися в поліційний відділок в Парижі, звідки їх відправили до Комп'єню. На малюнку стоять підписи в'язнів та номери, дані їм у таборі:
Ізіс Кішка 787;
A. Леон 2203;Зладін 1381;Гойхман 356;Курфіст 1379;
Рівіноф 797;
З. Макс 388;
Берлінер 369;
С. Шлейфер 163;
A. Берлін 944;
До. Кіршенштейн 1152;
Херцберг 1061

Яків Готковський народився 1899 року в Одесі в Херсонській губернії. 1905 року сім'я, побоюючись погромів, емігрувала до Парижа. Батько працював робітником на заводі Fiat. 1913 року помер його батько і сім'я опинилася у скрутному фінансовому становищі. У Готка була сестра Рене (Renée, нар. 31 жовтня 1895 в Одесі). Готко навчався архітектури та дизайну, а також художній постановці кіно та театру в Школі образотворчих мистецтв у Марселя Громера. Після закінчення навчання працював артдиректором і художником-постановником на кіностудії, на картині «Подорож мосьє Перрішона» (1934, спільно з художниками Жоржем Вахевичем і Робером Гі), режисер Жан Таррід, на картині «Божественна» (1935, спільно з Робером Гі), режисер Макс Офюльс, на картині «Милий світ» (1935), режисер Рене Ле Енафф, на картині «Ригольбош» (1936, спільно з Жоржем Вахевичем), режисер Крістіан-Жак, на картині «За нас двох, мадам життя!» (1937, спільно з Жоржем Вахевичем), режисер Ів Міранд.
Одружився з француженкою. 1937 року Готко з дружиною, матір'ю та сестрою залишив Париж й оселився в департаменті Приморська Шаранта на південному узбережжі Франції, де активно зайнявся живописом, малював пейзажі та портрети. Його мальовничі роботи мали успіх і виставлялися в «Салоні Незалежних» (1921—1939, з перервами), «Осінньому салоні» (1927, 1937). Брав участь у групових виставках. 26 квітня 1939 року в галереї Джин Кастель (Jeanne Castel) у Парижі пройшла його персональна виставка акварелей, написаних у Шаранті.
21 травня 1941 року Готко заарештували як єврея під час операції «Зелений квиток», коли людям було наказано з'явитися в поліційному відділку в Парижі, звідти відправили в табір Руальє в Комп'єні. Спочатку Готко помістили в «радянську» частину табору, а потім перевели в «єврейську». Всі картини в студії в Шаранті знищили як «дегенеративні». Табірний номер Готко був 1496. У Комп'єні продовжував працювати, вирізаючи з дерева гравюри, створюючи малюнки й акварелі, сцени з щоденного життя табору. Деякі роботи передав з табору дружині. Разом з Абрамом Йозефом Берліном (1894—1942), Давидом Гойхманом (1900—1942) і Ізісом Кішкой організував у травні 1942 року в таборі виставку. У вересні 1942 року переведений до табору Дрансі, де малював портрети. Через деякий час матір і сестру Готко заарештували в Бордо, також інтернували в Дрансі, 11 листопада 1942 року він став свідком їхнього відправлення до табору смерті Аушвіц. 31 липня 1943 року Готко депортували туди ж конвоєм № 57. Після прибуття його обрали для роботи з 363 чоловіками, які прибули з конвоєм. Йому зробили татуювання з номером 130612. Помер 2 січня 1944 року від висипного тифу у віці 44 років.

Деякі роботи збереглися завдяки друзям, художнику Ізісу Кішке й історику Жоржу Веллеру, які були також в'язнями табору разом з Готком і передали деякі його роботи, створені в таборі, галереї будинку-меморіалу борців гетто і меморіалу «Яд Вашем» в Ізраїлі, де вони зберігаються. Жорж Веллер присвятив свою книгу «From Drancy to Auschwitz» Жаку Готко, його матері та сестрі. Інші уцілілі твори Готко зберігаються в колекції Музею сучасного мистецтва в Парижі, а також у Меморіальному музеї Голокосту в США, у 2018 році ліногравюру подарували Меморіальному музею Голокосту  Дебора Пірсон (Deborah Pearson) і Джанет Вальдман (Janet Waldman), нащадки Джорджа Вальдмана (George Louis Waldman, 1890—1972), в'язня табору Руальє з грудня 1941 до липня 1943 року. З 28 лютого до 12 березня 1955 року роботи художника були показані Музеєм єврейського мистецтва в Парижі на виставці художників і скульпторів, які загинули в депортації (Oeuvres d'artistes juifs morts en déportation), у галереї Zak. 2005 року роботи Готко брали участь у виставці «Депортований Монпарнас» у Музеї Монпарнасу.

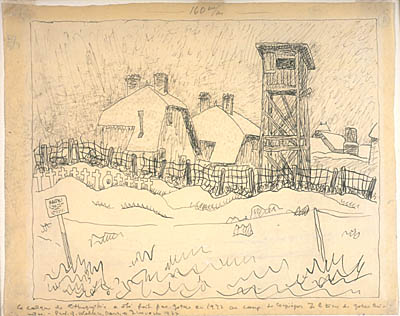
Вид на Комп'єнь. 1942. Дім борців гетто (Ізраїль)
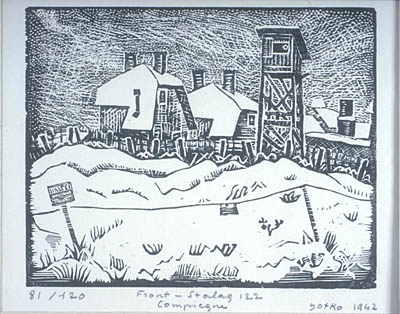
Забор з колючої проволоки, сторожова вежа та бараки в Комп'єні. 1942. Дім борців гетто (Ізраїль)
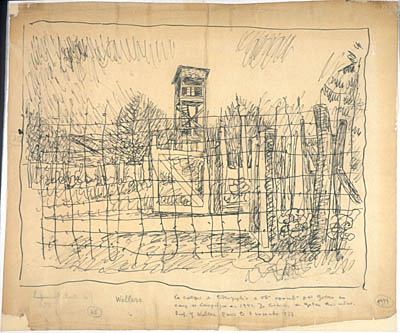
Сторожова вежа та табірні ворота — вид крізь забор із колючої проволоки. 1942. Дім борців гетто (Ізраїль)
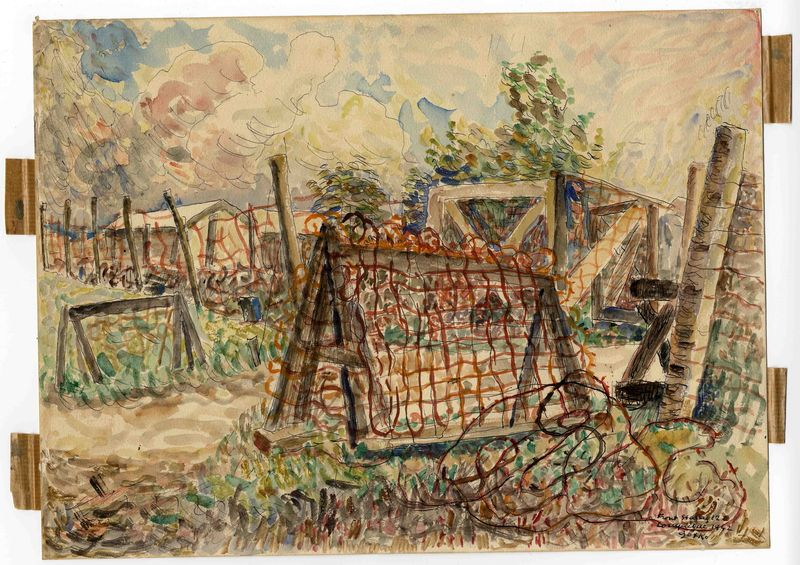
Фронт Шталаг 122, Комп'єнь, 1942.Меморіальний музей Голокосту (США)
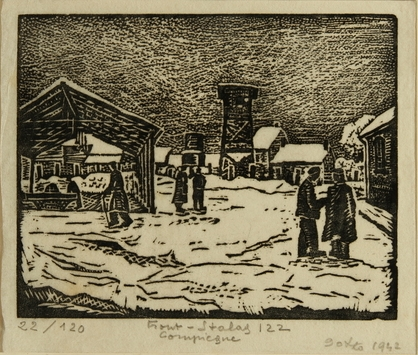
Шталаг 122, Комп'єнь, 1942. Меморіальний музей Голокосту (США)